# Axonopus surinamensis
Axonopus surinamensis är en gräsart som först beskrevs av Ernst Gottlieb von Steudel, och fick sitt nu gällande namn av Johannes Jan Theodoor Henrard. Axonopus surinamensis ingår i släktet Axonopus och familjen gräs. Inga underarter finns listade i Catalogue of Life.